# Scutiger brevipes
Espèce
Synonymes
- Aelurophryne brevipes Liu, 1950

Statut de conservation UICN

 DD  : Données insuffisantes
Scutiger brevipes est une espèce d'amphibiens de la famille des Megophryidae.

## Répartition
Cette espèce est endémique de la province du Sichuan en République populaire de Chine. Elle se rencontre à environ 3 500 m d'altitude dans le xian de Dawu,.

## Étymologie
Le nom spécifique brevipes vient du latin brevis, court, et de pes, le pied, en référence à l'aspect de cette espèce .

## Publication originale
- Liu, 1950 : Amphibians of Western China. Fieldiana Zoology Memoirs, vol. 2, p. 1-400 (texte intégral).